# 岐阜県道403号下明智線

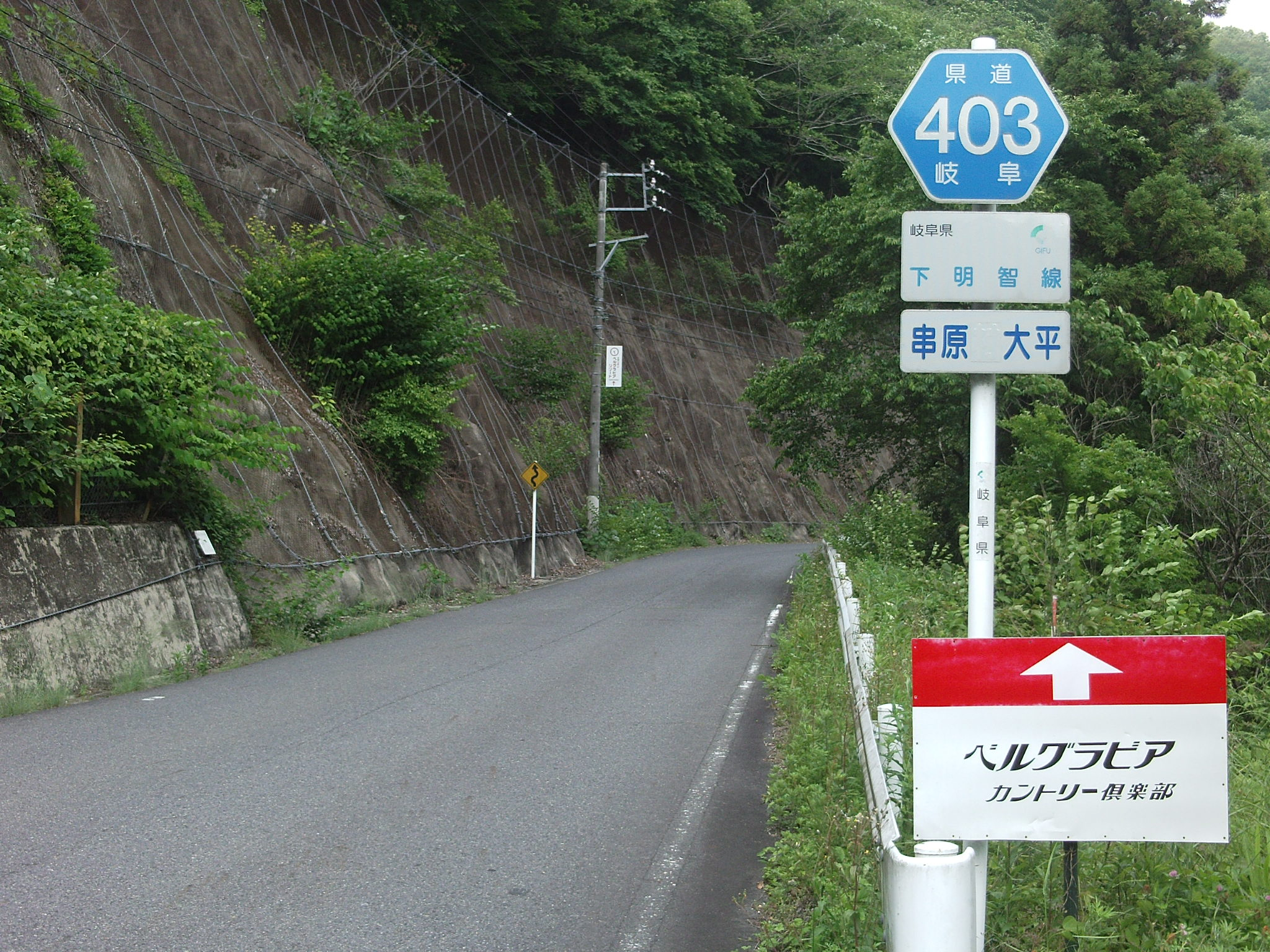
終点側。明智川を渡る手前には下明智線の廃道と県道標識等の道路工作物が残る。

岐阜県道403号下明智線（ぎふけんどう403ごう しもあけちせん）とは、岐阜県恵那市内の一般県道である。

## 概要
恵那市合併により廃止された旧上矢作町から旧串原村を通り、旧明智町までを結ぶ山間部を通る路線。
岐阜県恵那市上矢作町下の国道257号交点が起点。起点から西に進む。上村川支流の谷沿いを上り、峠を越えると恵那市串原（旧串原村）に入る。大平川沿いに進み、串原地区の中心部付近を通過する。明智川を渡り、旧明智町に入ってすぐの岐阜県恵那市明智町横道の岐阜県道11号豊田明智線交点が終点。

### 路線データ
- 起点：岐阜県恵那市上矢作町下 （国道257号交点）
- 終点：岐阜県恵那市明智町横通（岐阜県道11号豊田明智線交点）

## 地理
起点付近に上村川（矢作川支流）、終点付近に明智川（矢作川支流）が流れる。

### 通過する自治体
- 岐阜県
  - 恵那市

### 主な接続道路
- 国道257号（恵那市上矢作町下）
- 岐阜県道11号豊田明智線（恵那市明智町横通）

### 周辺
- 恵那市立串原小学校
- 恵那市立串原中学校
- 恵那市串原振興事務所
- ささゆりの湯